# Arkansas City, Arkansas
Arkansas City là một thành phố thuộc quận Desha, tiểu bang Arkansas, Hoa Kỳ. Năm 2010, dân số của thành phố này là 366 người.

## Dân số
- Dân số năm 2000: 589 người.
- Dân số năm 2010: 366 người.